# COVID-19 в ЮАР
Распространение COVID-19 в Южно-Африканской Республике — это распространение пандемии коронавирусного заболевания на территории Южно-Африканской Республики. Первый случай заболевания был выявлен в стране 1 марта 2020 года в провинции Квазулу-Натал. 5 марта о выявлении первого больного в стране сообщил министр здравоохранения ЮАР Звели Мхизе на своей пресс-конференции, отметив, что этим больным стал мужчина, вернувшийся из Италии. Первая смерть от коронавирусного заболевания в стране зарегистрирована 27 марта 2020 года.
15 марта президент страны Матамела Сирил Рамафоса объявил всю территорию ЮАР зоной катастрофы, и объявил о начале осуществления мер по противодействию распространения коронавирусной болезни, в том числе ограничение на передвижение, и закрытие школ с 18 марта. 17 марта в стране сформирован Национальный управленческий совет по вопросам противодействия распространения коронавирусной инфекции, целью которого стала разработка плана противодействия распространению и уменьшения негативного влияния вспышки коронавирусной инфекции. 23 марта в стране объявлен общенациональный локдаун, который вводится с 26 марта 2020 года. Для преодоления экономических последствий пандемии для стимулирования экономики правительство страны 21 апреля задекларировало выделение 500 миллионов рэндов.
1 мая 2020 года президент ЮАР Сирил Рамафоса сообщил, что планируется начать постепенное и поэтапное уменьшение ограничений на передвижение, которое запланировано уменьшить с начала месяца на одну ступень. С 1 июня ограничения были снижены ещё на одну ступень.
По состоянию на 2 мая 2020 года средний возраст умерших от коронавирусной инфекции в ЮАР составлял 64 года. По состоянию на 3 июля в стране проведено 1745153 обследований на коронавирус, подтверждено 177124 случаев коронавирусной болезни, умерло 2952 больных, 86298 больных выздоровели.

## Хронология
1 марта официально подтверждено выявление первого случая коронавирусной болезни в ЮАР у мужчины, вернувшегося с женой и 8 другими попутчиками из Метрополийного города Милан через Дубай, международный аэропорт имени Тамбо в Гаутенге, и аэропорт имени короля Чаки в Дурбане, в Гилтон в провинции Квазулу-Натал. 3 марта больной обратился к частному врачу общей практики с симптомами простуды, после чего пошёл на самоизоляцию, врач также отправился на изоляцию. 5 марта министр здравоохранения ЮАР сообщил о выявлении первого подтверждённого случая коронавирусной болезни в стране, после чего в провинцию Квазулу-Натал были направлены эпидемиологи и клиницисты из Национального института инфекционных заболеваний, а больной направлен в больницу Грея в Питермарицбурге.
7 марта сообщено, что у женщины, вернувшейся из Италии в Гаутенг в той самой группе, что и первый заболевший в стране, также подтверждён положительный тест на коронавирус.
11 марта сообщено о выявлении новых случаев заболевания в стране, в том числе ещё у одного лица из группы, которая вернулась из Милана с первым больным, другие 5 случаев были не связанными с возвращением из стран Европы. Первый случай заболевания выявлен в Западно-Капской провинции. 12 марта выявлено 3 новых случая заболевания, в том числе первый случай болезни в провинции Мпумаланга. В этот же день подтверждён первый случай заболевания и первая местная передача вируса в провинции Фри-Стейт, хотя повторное обследование показало, что этот пациент на самом деле не инфицирован коронавирусом. Общая численность случаев в стране возросла до 16.
16 марта президент страны Сирил Рамафоса сообщил о выявлении первых случаев заболевания в стране с местной передачей, которые подтверждены государственными лицензированными лабораториями, на следующий день сообщалось о первом подтверждённом случае болезни в провинции Лимпопо. На следующий день, 17 марта, лицензированными государственными лабораториями подтверждена местная передача коронавируса ещё в нескольких провинциях, в том числе 4 в Гаутенге, 3 в Квазулу-Натале и 1 в Западно-Капской провинции. На следующий день, 18 марта, правительственной лицензированной лабораторией официально подтверждён первый случай местной передачи вируса в провинции Мпумаланга.
19 марта министр здравоохранения ЮАР заявил, что коронавирусом могут инфицироваться две трети населения ЮАР, что соответствует европейским прогнозам касательно распространения инфекции среди населения.
20 марта зарегистрировано 7 случаев коронавирусной инфекции в провинции Фри-Стейт, которая таким образом стала шестой из девяти провинций ЮАР, в которых выявлены случаи коронавирусной болезни. Из этих семи случаев 5 лиц были иностранными гражданами (из Израиля, Франции и Техаса), которые прибыли на церковное собрание, в котором принимали участие 200 человек. В международном аэропорту имени Оливера Тамбо начали проводить изоляцию иностранных граждан и отправку их на родину.
21 марта число подтверждённых случаев коронавирусного заболевания в стране выросло до 240, первый случай болезни выявлен в Восточно-Капской провинции, которая стала седьмой из девяти провинций страны, где выявлены случаи коронавирусной болезни. 21 марта президент ЮАР Сирил Рамафоса объявил о 21-дневном общенациональном локдауне, который начнётся 26 марта и будет продолжаться до 16 апреля. До 24 марта случаи коронавирусной болезни выявлены в Северо-Западной провинции и Северо-Капской провинции, после чего во всех провинциях ЮАР выявлены случаи коронавирусного заболевания.
27 марта министр здравоохранения ЮАР Звели Мхизе сообщил о первой подтверждённой смерти от коронавирусной болезни в стране.
1 апреля группа учёных и исследователей из Национального института инфекционных болезней и Южноафриканского национального института биоинформатики в сотрудничестве с Университетом Западно-Капской провинции сумели расшифровать нуклеотидную последовательность вируса SARS-CoV-2, выделенного от больного коронавирусной болезнью из ЮАР. В городе Александра в Гаутенге в начале месяца с машин раздавали антисептик для рук для всех желающих.
9 апреля сообщено, что члены правительства ЮАР, в том числе президент, вице-президент, министры и заместители министров, будут отдавать треть своих зарплат в течение трёх месяцев в фонд борьбы с коронавирусной болезнью.
9 апреля больницу Сен-Огастен в Дурбане закрыли на карантин после локализованной внутрибольничной вспышки коронавирусной болезни, в результате которой заболели 60 лиц и умерли 4 больных; до этого в стране было зарегистрировано 1845 случаев заболевания, 18 больных умерли.
10 апреля медицинские эксперты были удивлены резким замедлением выявления новых случаев коронавирусного заболевания, и выразили опасения, что это снижение может привести к расслабленности в отношении к болезни. В этот же день министр здравоохранения страны Звели Мхизе рекомендовал всем носить защитные маски для лица, когда человек находится на улице.
12 апреля зарегистрирована вспышка коронавирусной болезни в исправительном учреждении в Ист-Лондоне, заболело 145 человек, из них 23 служащих и 3 заключённых.
13 апреля глава Консультативного комитета по вопросам COVID-19 Салим Абдул Карим заявил, что ограничения передвижения явились эффективным способом для уменьшения распространения коронавирусной инфекции. Он также представил восьмиэтапный план борьбы страны с распространением COVID-19. В этот план также включены критерии расширения или сужения карантинных ограничений.
14 апреля выявлено 143 новых случая коронавирусной инфекции, из них 71 выявлено в Восточно-Капской провинции.
14 апреля правительство ЮАР официально поблагодарило Китай за подарок в виде партии средств индивидуальной защиты медицинским работникам и другим работникам, занятым в борьбе с эпидемией коронавирусного заболевания, поскольку этот подарок облегчит им работу с преодолением эпидемии коронавирусной болезни. Генеральный консул Китая в Йоханнесбурге Тан Чжундун заявил, что этот дар отображает силу дружбы между Китаем и ЮАР.
До 23 апреля, когда президент страны Рамафоса снова обратился к нации по поводу пандемии коронавирусной болезни, общее число случаев коронавирусной болезни в стране увеличилось до 3953. Детальные данные, опубликованные национальным институтом инфекционных заболеваний, показали, что в апреле число случаев в разных провинциях росла по-разному. В течение этих двух недель в приморских провинциях страны, в том числе в Восточно-Капской провинции число случаев выросло на 583 %, в Квазулу-Натале на 108 %, а в Западно-Капской провинции на 148 %. Северо-Западная провинция (с 67 %) и Гаутенг (с 57 %) имели также высокий прирост, в других провинциях прирост был значительно меньше, от 6 % в Северо-Капской провинции до 23 % в провинции Лимпопо (все с низким общим числом случаев, в том числе в Фри-Стейт 106 случаев и меньше 30 случаев в других провинциях).
По состоянию на 23:59 27 апреля 2020 года средний возраст лабораторно подтверждённых случаев в ЮАР составлял 38 лет (с межквартильным размахом[уточнить] от 29 до 51 года), а дети в возрасте до 10 лет составляли 3 % среди всех случаев заболевания (156 больных детей из 4996 всех случаев заболевания).
30 апреля президент ЮАР Сирил Рамафоса принял как подарок для страны партию средство индивидуальной защиты, которую предоставила глобальная интернет-группа «Naspers». В апреле в стране выявлено 4294 новых случая коронавирусной болезни, вследствие чего общая численность случаев заболевания в ЮАР выросла до 5647. Число умерших вследствие коронавирусной болезни выросло до 103. Численность заражений в стране выросло до 2073, в конце месяца в стране оставался 3471 активный случай болезни.
19 мая группа учёных, которые консультировали правительство ЮАР, подсчитали, что на конец текущего месяца в стране зарегистрировано 475 смертей, а до конца ноября в стране будет зарегистрировано свыше 40 тысяч смертей вследствие коронавирусной болезни. Учёные также подсчитали, что до конца июня или начала июля в стране не будет хватать коек для госпитализации больных коронавирусным заболеванием. Они сообщили, что их прогнозы несколько раз корректировались, и базируются на простых расчётах с пессимистичным сценарием
В мае в стране выявлено 27036 новых случаев коронавирусной болезни, вследствие чего общее число случаев коронавирусной болезни в стране выросло до 32683. Число умерших вследствие коронавирусной болезни в стране возросло до 683, что превышает приведённые выше прогнозы южноафриканских учёных. Число выздоровлений в стране выросло до 16809, на конец месяца в стране оставалось 15191 активных случаев заболевания.
В июне в стране выявлено 118526 новых случаев заболевания, что увеличило общую численность случаев в стране до 151209. Число смертей вследствие коронавирусной болезни увеличилось до 2657. Число выздоровлений увеличилось на 56734 до 73533. На конец месяца в стране было 75009 активных случаев болезни.
12 июля в своём обращении к народу президент страны Сирил Рамафоса сообщил, что в стране начался ожидаемый подъём заболеваемости коронавирусной болезнью. Состояние общенациональной катастрофы продлено до 15 августа, одновременно с введением комендантского часа с 21:00 до 4:00 введён запрет на продажу алкогольных напитков. Предварительное разрешение на восстановление продажи алкоголя привело к перегрузке больниц из-за увеличения числа дорожно-транспортных происшествий, травм и случаев насилия, которые преимущественно происходили ночью.
22 июля Южноафриканский совет по медицинским исследованиям и Центр современных исследований Кейптаунского университета подсчитали, что между 6 мая и 14 июля 2020 года в Южной Африке произошло 17 090 чрезмерных природных случаев смерти. За этот период наблюдается рост смертности вследствие природных причин на 59 % в сравнении с тем же периодом предыдущего года. 11175 случаев (65 %) из них приходятся на лиц в возрасте свыше 60 лет. Эти чрезмерные случаи смерти связываются с коронавирусной болезнью, и причинены задержкой диагностики заболевания, а также сопутствующими заболеваниями. Смертность, причинённая автомобильными авариями и убийствами, оказалась на 20 % ниже, чем ожидалось.
23 июля в ЮАР были повторно закрыты все школы сроком на месяц. Ежедневно в стране в это время регистрировалось 13 тысяч случаев заражения.
В июле в стране зарегистрировано 341974 новых случаев, вследствие чего общее число подтверждённых случаев выросло до 493183. Число умерших вследствие коронавирусной болезни выросло за месяц втрое до 8005. Число выздоровлений в стране выросло на 252628 до 326171. На конец месяца зафиксировано 159007 активных случаев коронавирусной болезни.
15 августа президент ЮАР Сирил Рамафоса обратился к нации, сообщив о прохождении пика заболеваемости коронавирусной болезнью, снижении карантинных ограничений до второго уровня, и о продолжении режима национальной катастрофы ещё на месяц.

## Подготовка к борьбе с пандемией и проведённые мероприятия
Сразу после того, как Всемирная организация здравоохранения 30 января 2020 года объявила эпидемию коронавирусной болезни чрезвычайной ситуацией в области здравоохранения, в ЮАР сразу был создан центр кризисного управления.

### Тестирование
26 января 2020 года национальный институт инфекционных болезней ЮАР начал тестирование людей на вирус SARS-CoV-2, и до 7 февраля провёл 42 таких исследования.
До середины марта 2020 года государственные больницы в ЮАР были обеспечены бесплатными тестами на коронавирус.
30 марта 2020 года правительство ЮАР сообщило о намерениях ввести расширенную программу скрининга и тестирования на COVID-19. 3 апреля национальный институт инфекционных болезней внёс изменения в свои протоколы касаемо направления на обследование на коронавирус, разрешив проходить обследование всем, у кого есть симптомы коронавирусной болезни, до этого обследование проводилось лишь лицам, которые вернулись из-за границы, и лицам, контактировавшим с больными COVID-19. До начала апреля в стране создано 67 мобильных лабораторий, проведено 47 тысяч тестирований на коронавирус, частично в мобильных лабораториях.
8 апреля национальная служба лабораторных обследований повысила мощность своих лабораторий на территории всей страны, вследствие чего на всей территории страны можно проводить до 36 тысяч тестов на коронавирус ежедневно.
Тестирование на коронавирус также начал делать ряд частных лабораторий. Генеральный директор национальной лабораторной службы ЮАР Ками Четти сообщил, что до 9 апреля большинство тестов было сделано в частных лабораториях, поскольку первые случаи были связаны с лицами, которые прибывали из-за границы, и, вероятно, имели больше возможностей провести обследование в частных лабораториях.
До 9 апреля в ЮАР было проведено 68874 тестов, что составило 1,2 теста на тысячу человек, что значительно ниже, чем в большинстве стран, в том числе, в Турции (3,3), Великобритании (3,6) и Северной Корее (9,7). Соотношение положительных тестов к их общему числу также было низким. До 10 апреля общая численность тестов возросла до 73028, среднее число тестов в день в первые 10 дней апреля составляла приблизительно 3300 тестов в сутки. Руководитель национальной лабораторной службы здравоохранения Эрик Бух заявил, что служба может проводить до 15 тысяч тестов в день, и он рад будет сделать ещё больше тестов.
14 апреля Ставрос Николау, руководитель рабочей группы по вопросам здравоохранения ЮАР и исполнительный директор «Aspen Pharmacare», заявил, что Южно-Африканская Республика имеет возможность для проведения 25 тысяч тестов в сутки.
На 23 апреля в стране проведено 143570 тестов. Число тестов в сутки значительно выросло: за первые 14 дней апреля среднесуточное число тестов составляло 3394, а в течение следующих 9 дней среднесуточный показатель составлял 6283. Уровень положительных результатов тестов от общего числа оставался меньше 3 %. Министр здравоохранения обнародовал цифры, показывающие, что из всех тестов, проведённых до 23 апреля, 62 % были сделаны в частных лабораториях и 38 % в государственных лабораториях. Однако это соотношение изменялось постепенно в пользу обследований в государственных лабораториях. На 23 апреля в государственных лабораториях проведено 63 % тестирований на коронавирус.
До 27 апреля в стране проведено 185497 тестов на коронавирус, причём большинство тестов сделано в государственных лабораториях. Частота охвата тестированиями на 100 тысяч жителей по провинциям варьировала с разницей в 8 раз между наибольшим и наименьшим числом обследований. В том числе, число обследований на 100 тысяч жителей (по оценкам населения на 2019 год) в Северо-Западной провинции составлял 66, в провинции Лимпопо 69, в провинции Мпумаланга 101, в Северо-Капской провинции 111, в Восточно-Капской провинции 247, в провинции Квазулу-Натал 270, в провинции Фри-Стейт 284, в провинции Гаутенг 439, и в Западно-Капской провинции 541 (в среднем по стране 317). Начата программа мониторинга передачи болезни внутри страны (заменившая обследование лиц с симптомами болезни или тех, которые контактировали с больными COVID-19). По трём направлениям программы было проведено 812 тестов и выявлено два положительных случая.
До 28 июня общее число проведённых тестов в стране составило 1567084. На тот момент частные лаборатории опережали государственные по числу завершённых тестов. По состоянию на этот день частные лаборатории провели 804248 тестов в сравнении с 762836 в государственных лабораториях.
По состоянию на 11 июля в стране проведено 2108570 тестов на коронавирус, большинство из которых проведены ещё в частных лабораториях.

### Клинические исследования, вакцины и лечение
17 марта 2020 года Южноафриканский орган регулирования лекарственных средств сообщил, что ускорит обработку результатов клинических исследований касаемо новых способов лечения и вакцин от коронавирусной болезни.
Представители 8 университетов и 14 больниц ЮАР под руководством Хелен Рис и Джереми Нела из Витватерсрандского университета принимали участие в клинических исследованиях «Solidarity Trial», организованных ВОЗ
В конце июня в провинции Гаутенг начались клинические исследования вакцины против COVID-19 в сотрудничестве с британским Институтом Дженнера. Другое клиническое исследование вакцины против COVID-19 началось в середине августа 2020 года в сотрудничестве с биотехнологической компанией из американского штата Мэриленд при содействии и финансировании Фонда Билла и Мелинды Гейтс.

### Состояние общенациональной катастрофы
До середины марта проводилось усиление карантинных мероприятий, и 15 марта 2020 року президент Сирил Рамафоса объявил в стране состояние общенациональной катастрофы, введя также запрет на собрания свыше 100 человек.
17 марта президент вместе с вице-президентом страны Дэвидом Мабузой созвал первое заседание Национального управляющего совета по вопросам противодействия распространению коронавирусной инфекции, который позже короче был назван Национальным советом по борьбе с коронавирусной болезнью.
18 марта министр кооперативного управления и традиционных занятий Нкосазана Дламини-Зума подписала постановление правительства, которое ограничивает число посетителей в пабах, клубах и ресторанах до 50.>
Парламент ЮАР приостановил свою деятельность с 18 марта, Африканский национальный конгресс и Демократический альянс отложили свои предвыборные конференции. Комиссия по вопросам посредничества и арбитража с 18 марта 2020 года отменила рассмотрение всех запланированных дел, и приостановила приём новых дел в бумажном виде, переведя приём дел лишь в электронный формат.
18 марта 2020 года в стране закрыты все школы, возобновили учёбу в школах в начале июня. В это же время приостановили учебный процесс также большинство университетов. Кейптаунский университет, Университет Претории, Стелленбосский университет, Университет Родса, Университет Квазулу-Натал и Дурбанский технологический университет либо отменили, либо отложили на неопределённый срок проведение выпускных церемоний.
После начала серии панических покупок часть розничных торговых заведений ограничили отпуск некоторых товаров в одни руки. 19 марта министр торговли и промышленности Эбрагим Патель подписав постановление правительства, согласно которому обеспечивается контроль за ценами на основные товары, нарушение которого может привести к административному или уголовному наказанию, включая штраф в размере 10 миллионов рэндов, штраф, эквивалентный 10 % оборота фирмы, или 12 месяцев тюремного заключения.
3 июня министр Нкосазана Дламини-Зума продлила в стране состояние катастрофы, которое должно было закончиться 15 июня через три месяца после его начала, до 4 июля, ссылаясь на необходимость усиления действенных мер для смягчения последствий эпидемии, введённых государственными органами.

### Локдаун
23 марта президент ЮАР Сирил Рамафоса выступил с обращением к нации, в котором объявил о введении в стране локдауна сроком на 21 день от полуночи 26 марта до 16 апреля одновременно с выведением из казарм подразделений Национальных сил обороны для контроля за соблюдением решений правительства. 9 апреля президент страны объявил о продолжении локдауна ещё на две недели до конца апреля. Локдаун не распространяется на ряд работников следующих профессий: медицинские и фармацевтические работники, работники лабораторной службы; работники службы чрезвычайных ситуаций; работники служб государственной безопасности, военные, полицейские и работники охранных структур; работники заведений, необходимых для нормального функционирования экономики (супермаркеты, транспортные и логистические службы, автозаправочные станции, банки, финансовые и платёжные службы); работники предприятий, которые не могут быть закрыты из-за непрерывного цикла производства (в том числе, шахты и металлургические комбинаты).
С начала установления локдауна в ЮАР в стране запрещены какие-либо собрания, кроме похорон. Рестораны, кафе, бакалейные магазины, и все другие магазины, которые не продают товары первой необходимости, должны были закрыться после объявленного локдауна. Учебные заведения, которые были закрыты за неделю до локдауна, не возобновляют свою работу. Все граждане, на которых не распространяются исключения касаемо исполнения их профессиональных обязательств, могут покидать своё жилище исключительно для получения медицинской помощи, получения социальных выплат, посещения небольших (до 50 присутствующих) похорон, и покупки товаров первой необходимости. Полный перечень исключений из локдауна и разрешений на выход за границы жилищ опубликован в правительственном вестнике ЮАР от 25 марта 2020 года. Жителям ЮАР запретили выводить своих собак на прогулку на улицу на время действия локдауна, однако они могут гулять с собаками во дворе собственного дома или во дворе многоквартирного дома. Запрещено выселение лиц из их жилищ во время локдауна. Передвижение между провинциями, а также между городами и другими муниципальными образованиями запрещён, за исключением перевозки работников жизненно необходимых сфер экономики на работу и с работы, перевозки дезинфицирующих и санитарно осмотренных грузов из пунктов прибытия в страну, перевозки покойников и посещения похоронных церемоний (с ограничениями).
С момента установления в стране локдауна закрыты все границы страны, разрешён ввоз через границу лишь топлива, и других жизненно необходимых грузов и товаров. Приостановлено внутреннее и международное транспортное сообщение, кроме рейсов, которые одобрены министерством транспорта ЮАР для эвакуации граждан страны из-за границы, или для репатриации иностранных граждан с территории ЮАР.

#### Уменьшение численности смертей
Введение локдауна привело к уменьшению числа смертей в стране вследствие дорожно-транспортных происшествий и убийств. Во время Пасхальных празднований, с 9 по 13 апреля, во время локдауна зарегистрировано лишь 28 смертельных случаев вследствие дорожно-транспортных происшествий против 162 у 2019 году. Во время периода локдауна сообщено о 432 случаях убийств в сравнении с 1542 за тот же период прошлого года — с 29 марта по 22 апреля 2019 года. Общее число смертей за год до 21 апреля 2020 года по данным совета медицинских исследований страны была «в целом в ожидаемых пределах». В то же время за 5 недель до 21 апреля 2020 года смертность от неприродных случаев, включая смертность от убийств и дорожно-транспортных происшествий, была ниже как для женщин, так и для мужчин.

#### Развитие ситуации
5 апреля министр полиции ЮАР Бхеки Челе объявил об уменьшении числа украденных денежных средств во время транспортирования наличных благодаря усиленному контролю за автомобильными дорогами и более заметном надзоре полиции. Он также сообщил о сниження уровня убийств. Число лиц, госпитализированных с разными видами травм, уменьшилось на две трети. До конца первых семи дней локдауна в целом арестовано 2289 лиц за нарушение карантинных мероприятий.
Министр связи и цифровых технологий Стелла Ндабени-Абрахамс 8 апреля получила наказание в виде отпуска на два месяца, один из которых без сохранения заработной платы, за нарушение карантинных мер. Её фотография появилась в социальных сетях во время обеда в доме члена исполкома АНК Мдудузи Манани.
Введение локдауна проводилось на территории всей страны с разным уровнем успеха. На начало апреля сообщено, что в Восточно-Капской провинции практически не применялись ограничения, принятые для локдауна, в том числе в некоторых сельских районах провинции.
Во время локдауна в стране произошёл ряд скандалов, связанных с чрезмерным применением силовых методов со стороны работников силовых структур для принуждения некоторых граждан к соблюдению требований карантина. Сюда входили случаи избиения и недопущения людей до съёмки злоупотреблений полиции, что привело к тому, что гражданская адвокатская группа «Right2Know» выпустила заявление о том, что полиция не имеет права препятствовать общественности «осуществлять своё конституционное право снимать и фиксировать инциденты».
По состоянию на 3 апреля, восьмой день локдауна, независимое следственное управление полиции сообщило, что оно расследует восемь смертей с участием полиции с начала локдауна. На тот момент это число превышало число смертей в стране непосредственно от коронавирусной болезни. Эти случаи произошли вопреки публичному призыву президента страны к полицейским. 12 апреля вследствие беспорядков, причинённых избиением до смерти мужчины военными в городе Александра, от рук полиции и военных погибли 9 человек.
Южно-Африканский национальный форум редакторов средств массовой информации выступил с заявлением, в котором высказано беспокойство по поводу действий полиции, которые запрещают доступ журналистов к информации касаемо течения эпидемии коронавирусной болезни и связанных с ней событий. 27 апреля Управление Верховного комиссара ООН по правам человека высказало беспокойство по поводу жёсткого и солдафонского принуждения к исполнению карантинных мер, связанных с COVID-19, в ряде стран, включая и ЮАР. До 30 апреля правительство подтвердило, что в целом 5 человек были убиты полицейскими в течение первых трёх недель после введения локдауна, зафиксировано также 152 случая избиения граждан полицейскими. Высший суд Претории поручил правительству Южной Африки принять меры для предотвращения злоупотреблений полиции во время строгого карантина, после смерти Коллинза Хоса, который умер от последствий травм после того, как его побили полицейские.

#### Ограничение продажи табака и алкоголя
Во время объявления об отмене карантинных мер 5 уровня 23 апреля президент страны Сирил Рамафоса сообщил, что продажа табака будет легализована, в то же время в своём заявлении 29 апреля этому противоречила министр Дламини-Зума. Неопределённость относительно законности продажи табачных изделий во время введения карантинных мер 4 уровня, возникшая в результате этих заявлений, заставила компанию British American Tobacco подать срочную апелляционную жалобу в суд, которая сперва была отклонена 6 мая, в то же время 29 мая суд удовлетворил жалобу компании. Запрет причинил беспокойство совета по исследованиям гуманитарных наук ЮАР и южноафриканской налоговой службы тем, что это по их мнению стимулирует рост незаконной продажи табака, что может способствовать росту силы и воздействия организованной преступности. Женская лига АНК поддержала заявления Дламини-Зумы на фоне обвинений в том, что она получала взятки от подпольных торговцев табаком. 4 мая президент страны подтвердил продолжение запрета продажи табака в течение действия карантинных ограничений 4 уровня. Демократический альянс обвинил министра во лжи широкой общественности в связи с её поддержкой запрета продажи табачных изделий, и потребовал отстранить её от должности.
Во время введения карантинних мер 5 уровня запрещена продажа спиртных напитков с целью уменьшения нагрузки на больницы из-за инцидентов, связанных с употреблением спиртных напитков. Запрет продажи алкоголя был восстановлен 12 июля на фоне споров и беспокойства, что он приведёт к росту незаконной продажи алкоголю.

#### Критика
Неопределённость по поводу продолжительности локдауна, его интенсивности, и беспокойство насчёт ограничения гражданских свобод во время эпидемии вызвали критику действий правительственных структур со стороны ряда известных лиц и политических партий ЮАР. Бывший министр финансов и ветеран АНК Тревор Мануэль поставил под сомнение рациональность действий правительства во время общенационального карантина, одновременно высказывая беспокойство тем, что локдаун ставит под угрозу соблюдение конституции ЮАР. Демократический альянс сообщил, что военные используются для установления ночного комендантского часа, критиковал запрет электронной торговли и ограничение рабочего времени, и подал судебный иск насчёт конституционности отсутствия парламентского надзора в национальном законе о борьбе с чрезвычайными ситуациями. Партия Фронт свободы плюс подала заявление в Высокий суд Гаутенга по поводу неконституционности закона о борьбе с чрезвычайными природными ситуациями. Движение «Бойцы за экономическую свободу» раскритиковало введение некоторых карантинных мер в мае 2020 года, как пример давления на экономику.
Численность пассажиров на одну поездку на маршрутных такси была раскритикована в период установления ограничений на транспортное сообщение в июле 2020 года. Представители медицинских колледжей ЮАР заявили, что разрешение работать маршрутным такси с заполненностью на 100 процентов на коротких маршрутах является потенциально опасной для сохранения здоровья населения и противоречит некоторым карантинным ограничениям. Сперва, на первых этапах карантина, маршрутные такси должны были работать при 70-процентной загруженности, при условии, что пассажиры носили маски и открывали окна. Это требование 70 % заполненности было нарушено автоперевозчиками, что было зафиксировано медицинской общественностью.

### Репатриация граждан ЮАР
14 марта 2020 года 112 граждан ЮАР были эвакуированы из китайского города Ухань, и размещены под медицинским наблюдением и на карантине на курорте Ранч поблизости от Полокване. Перед отъездом всем гражданам проводили медицинский скрининг, четырёх лиц, которые имели признаки коронавирусной болезни, оставили на месте для уменьшения риску инфицирования других лиц на родине. Репатриированы лишь граждане ЮАР, тест которых на коронавирус был отрицательным.
После проведения тестирования подтверждён отрицательный результат у всех эвакуированных граждан ЮАР, а также экипажа и пилотов самолёта, персонала гостиницы, полицейских и военных, которые принимали участие в этой миссии и в качестве меры пресечения распространения болезни оставались под надзором и в карантине в течение 14 дней на курорте Ранч.

### Кубинские врачи
27 апреля 217 кубинских медиков (преимущественно врачей) прибыли в Южную Африку, чтобы помочь в борьбе с пандемией по запросу южноафриканского правительства, и приступили к работе на территории всей страны.
За прибытие этой группы врачей и заявленные затраты на них правительство ЮАР выплатило правительству Кубы 429 миллионов рэндов (эквивалентно 23 миллионам долларов США), что стало причиной споров по этому поводу. Южноафриканская медицинская ассоциация заявила, что их вызов был преждевременным, поскольку много южноафриканских врачей и медсестёр ещё не были привлечены к борьбе с пандемией. Южноафриканская ассоциация международно признанных профессионалов здравоохранения раскритиковала правительство за то, что они не использовали безработных южноафриканских медицинских работников. Демократический альянс заявил, что правительство должно прежде всего обозначить как приоритет использование местных медицинских работников. Издание «Daily Maverick» раскритиковало высокую цену, которую правительство заплатило кубинским врачам. Правительство США раскритиковало приезд кубинских врачей, и оплату за их услуги как форму торговли людьми, тогда как кубинское правительство отбросило утверждения о получении прибыли от направления своих врачей, и заявило, что эта критика является частью кампании по очернению Кубы.

## Гуманитарная помощь
Южно-Африканская Республика получила гуманитарную помощь в виде средств индивидуальной защиты, в том числе медицинских масок из Китая, а также аппараты искусственной вентиляции лёгких из США.

## Влияние эпидемии

### Влияние на экономику
В начале общенационального карантина 27 марта ряд южноафриканских экономистов прогнозировали, что эпидемия может привести к уменьшению в общем объеме ВВП ЮАР от 2,5 до 10 % в 2020 году. Вследствие строгой изоляции и закрытия ряда предприятий в стране снизился запрос на электроэнергию на 7500 МВт, тем самым временно уменьшая влияние продолжительного энергетического кризиса в ЮАР. По подсчётам правительства, дефицит доходов на 2020 год составит от 70 до 100 миллиардов рэндов. Последствием этого стало то, что южноафриканское правительство ввело ряд мероприятий по стимулированию экономики на 500 миллиардов рэндов, что привело к увеличению дефицита бюджета с 6,8 % до свыше 10 % ВВП на 2020 финансовый год. В конце июля сообщено, что ЮАР получит кредит от МВФ в размере 70 миллиардов рэндов, увеличив соотношение общего долга к ВВП до 83 %. Профсоюзы и Партия борцов за экономическую свободу критично относились к использованию кредита МВФ, тогда как ряд оппозиционных политических партий высказывали обеспокоенность по поводу коррупции при использовании средств кредита.
Йоханнесбургская фондовая биржа потеряла 15 % стоимости своих ценных бумаг в течение недели, которая закончилась 13 марта 2020 года, эта неделя стала наихудшей для биржи за 21 последний год. 19 марта руководитель Южноафриканского резервного банка Лесетя Кганяго объявил о снижении ставки рефинансирования в стране на 100 базисных пунктов или на 1 процентный пункт до 5,25 %. 14 апреля осуществлено дальнейшее снижение ставки рефинансирования до 4,25 % в год. 22 марта Стандарт-банк объявил 90-дневную отсрочку выплат кредитов для малого и среднего бизнеса и студентов, начиная с 1 апреля, с целью защиты их от экономических последствий эпидемии коронавирусной болезни. В мае подсчитано, что государство тратит 285 миллиардов налоговых поступлений в течение 2020—2021 финансового года в связи с пандемией и последствиями локдауна.
В течение первого месяца локдауна 3 миллиона южноафриканцев потеряли работу, что способствовало росту недостатка продовольствия и бедности. До середины июля зарегистрирован значительный дефицит продовольствия по всей стране и, в том числе, в сельской части Восточно-Капской провинции.

### Коррупция и спекуляция
Коррупция причинила значительное негативное влияние на меры по борьбе с пандемией в связи с завышением затрат на государственные закупки, одновременно подрывая доверие общественности к государственным учреждениям. Многолетняя коррупция до пандемии уменьшила способность службы здравоохранения страны.